# Драфт ВНБА 2020 года
Драфт ВНБА 2020 года из-за пандемии COVID-19 прошёл 17 апреля, в пятницу, в доме комиссионера женской НБА Кэти Энгельберт, который расположен в Беркли-Хайтс (штат Нью-Джерси). К участию в драфте были допущены игроки после окончания колледжа и игроки-иностранцы. Лотерея драфта состоялась 17 сентября 2019 года, по результатам которой право выбора под первым номером получила команда «Нью-Йорк Либерти», который был использован ей на 22-летнюю Сабрина Ионеску, защитника из Орегонского университета. Первый раунд драфта транслировался на спортивном канале ESPN2 (в формате HD) в семь часов вечера по Североамериканскому восточному времени (EDT), а его второй и третий раунды были показаны на кабельном канале ESPNU на час позднее. Это был самый популярный драфт женской НБА за последние 16 лет и второй по популярности в истории ESPN. Впервые драфт ВНБА транслировался в Канаде, который был показан на телевизионных каналах TSN2 и SN1.
Всего же на этом драфте было выбрано 36 баскетболисток, из которых 31 из США, 3 из Германии (Сату Сабалли, Луиза Гайзельзёдер и Леони Фибих) и по одной из Ангильи (Микия Херберт Харриган) и Латвии (Кития Лакса). Микия Херберт Харриган родилась в районе Айленд-Харбор, одном из четырнадцати районов Ангильи, одной из заморских территорий Британии, поэтому она имеет двойное гражданство (Ангильи и Великобритании).

## Легенда к драфту
|  | Выделены игроки, выбранные в Баскетбольный зал славы                      |
|  | Выделены участники Матча всех звёзд ВНБА и игроки сборной всех звёзд ВНБА |
|  | Выделены участники Матча всех звёзд ВНБА                                  |
|  | Выделены игроки сборной всех звёзд ВНБА                                   |
|  | Выделены игроки, не игравшие в ВНБА                                       |

## Лотерея драфта
Лотерея драфта была проведена 17 сентября 2019 года, чтобы определить порядок выбора первой четвёрки команд предстоящего драфта, в студии развлечений НБА в городе Секокус (штат Нью-Джерси), которая транслировалась на спортивном кабельном канале ESPN2 в перерыве первого матча полуфинала ВНБА между клубами «Коннектикут Сан» и «Лос-Анджелес Спаркс». Клуб «Нью-Йорк Либерти» выиграл в ней право выбирать первой, в то же время как «Даллас Уингз» и «Индиана Фивер» были удостоены второго и третьего выбора соответственно. Оставшиеся же выборы первого раунда, а также все выборы второго и третьего раундов осуществлялись клубами в обратном порядке их итогового положения в регулярном чемпионате прошлого сезона.
В этой таблице показаны шансы четырёх худших команд прошлого сезона, не попавших в турнир плей-офф, которые боролись за шанс получить первый номер выбора на лотерее предстоящего драфта, округлённые до трёх знаков после запятой:
| Худшие команды прошлого сезона                                                             | Баланс побед и поражений четырёх худших команд прошлого сезона (двух последних сезонов) | Шансы на выигрыш первого номера драфта | Номер выбора на драфте | Номер выбора на драфте | Номер выбора на драфте | Номер выбора на драфте |
| Худшие команды прошлого сезона                                                             | Баланс побед и поражений четырёх худших команд прошлого сезона (двух последних сезонов) | Шансы на выигрыш первого номера драфта | 1-й                    | 2-й                    | 3-й                    | 4-й                    |
| ------------------------------------------------------------------------------------------ | --------------------------------------------------------------------------------------- | -------------------------------------- | ---------------------- | ---------------------- | ---------------------- | ---------------------- |
| Нью-Йорк Либерти                                                                           | 10—24 (17—51)                                                                           | 442                                    | 0,442                  | 0,316                  | 0,181                  | 0,062                  |
| Индиана Фивер                                                                              | 13—21 (19—49)                                                                           | 276                                    | 0,276                  | 0,310                  | 0,270                  | 0,144                  |
| Даллас Уингз                                                                               | 10—24 (25—43)                                                                           | 178                                    | 0,178                  | 0,230                  | 0,317                  | 0,275                  |
| Атланта Дрим                                                                               | 8—26 (31—37)                                                                            | 104                                    | 0,104                  | 0,145                  | 0,232                  | 0,520                  |
| Примечание: Закрашенные сегменты таблицы обозначают фактические результаты лотереи драфта. |                                                                                         |                                        |                        |                        |                        |                        |

## Сделки
- 11 апреля 2019 года команда «Нью-Йорк Либерти» обменяла право выбора под 14-м номером драфта 2020 года в клуб «Миннесота Линкс» на Танишу Райт[6].
- 11 апреля 2019 года состоялась трёхсторонняя сделка между командами «Атланта Дрим», «Нью-Йорк Либерти» и «Лас-Вегас Эйсес», в результате которой:
  - «Нью-Йорк Либерти» получила право выбора под 13-м номером драфта 2020 года от «Атланта Дрим».
  - «Лас-Вегас Эйсес» получила Шугар Роджерс от «Нью-Йорк Либерти».
  - «Атланта Дрим» получила Ниа Коффи от клуба «Лас-Вегас Эйсес»[7].
- 27 апреля 2019 года команда «Лос-Анджелес Спаркс» обменяла право выбора под 10-м номером драфта 2020 года в клуб «Коннектикут Сан» на Чини Огвумике[8].
- 16 мая 2019 года команда «Лас-Вегас Эйсес» обменяла право выбора под 9-м и 21-м номерами драфта 2020 года в дополнение к Морайе Джефферсон и Изабель Харрисон в клуб «Даллас Уингз» на Лиз Кэмбидж[9].
- 16 мая 2019 года команда «Даллас Уингз» обменяла право выбора под 27-м номером драфта 2020 года в клуб «Атланта Дрим» на Имани Макги-Стаффорд[10].
- 19 мая 2019 года команда «Миннесота Линкс» обменяла право выбора под 18-м номером драфта 2020 года в клуб «Финикс Меркури» на Стефани Толбот[11].
- 20 мая 2019 года команда «Чикаго Скай» обменяла право выбора под 20-м номером драфта 2020 года в клуб «Лос-Анджелес Спаркс» на Жантель Лавендер[12].
- 21 мая 2019 года команда «Миннесота Линкс» обменяла право выбора под 30-м номером драфта 2020 года в клуб «Чикаго Скай» на Элейну Коутс[13].
- 10 февраля 2020 года команда «Коннектикут Сан» получила право выбора под 7-м номером драфта 2020 года от клуба «Сиэтл Шторм» в обмен на Морган Так и 11-й номер драфта 2020 года[14].
- 11 февраля 2020 года команда «Коннектикут Сан» обменяла 7-й и 10-й номера драфта 2020 года, а также право выбора в первом раунде драфта 2021 года в клуб «Финикс Меркури» на Деванну Боннер[15].
- 12 февраля 2020 года команда «Финикс Меркури» обменяла 5-й и 7-й номера драфта 2020 года, а также право выбора в первом раунде драфта 2021 года в клуб «Даллас Уингз» на Скайлар Диггинс[16].
- 19 февраля 2020 года состоялась трёхсторонняя сделка между командами «Атланта Дрим», «Коннектикут Сан» и «Финикс Меркури», в результате которой:
  - «Атланта Дрим» получила право выбора под 17-м номером драфта от клуба «Финикс Меркури», а также Кортни Уильямс от клуба «Коннектикут Сан».
  - «Коннектикут Сан» получила Брианн Дженьюари и право выбора во втором раунде драфта 2021 года от «Финикс Меркури».
  - «Финикс Меркури» получила Джессику Бриланд и Ниа Коффи от «Атланта Дрим»[17].
- 6 марта 2020 года клуб «Миннесота Линкс» обменяла 14-й номер драфта 2020 года, а также право выбора в третьем раунде драфта 2021 года в клуб «Индиана Фивер» на Шенис Джонсон и 16-й номер драфта 2020 года[18].
- 15 апреля 2020 года состоялась трёхсторонняя сделка между командами «Вашингтон Мистикс», «Нью-Йорк Либерти» и «Даллас Уингз», в результате которой:
  - «Нью-Йорк Либерти» получила Шатори Уокер-Кимбру, право выбора под 12-м номером драфта и право выбора во втором и третьем раундах драфта 2021 года от клуба «Вашингтон Мистикс», а также Тэйлер Хилл и право выбора под 9-м и 15-м номерами драфта от клуба «Даллас Уингз».
  - «Даллас Уингз» получила право выбора в первом и втором раундах драфта 2021 года от «Нью-Йорк Либерти».
  - «Вашингтон Мистикс» получила Тину Чарльз от «Нью-Йорк Либерти»[19].

## Первый раунд

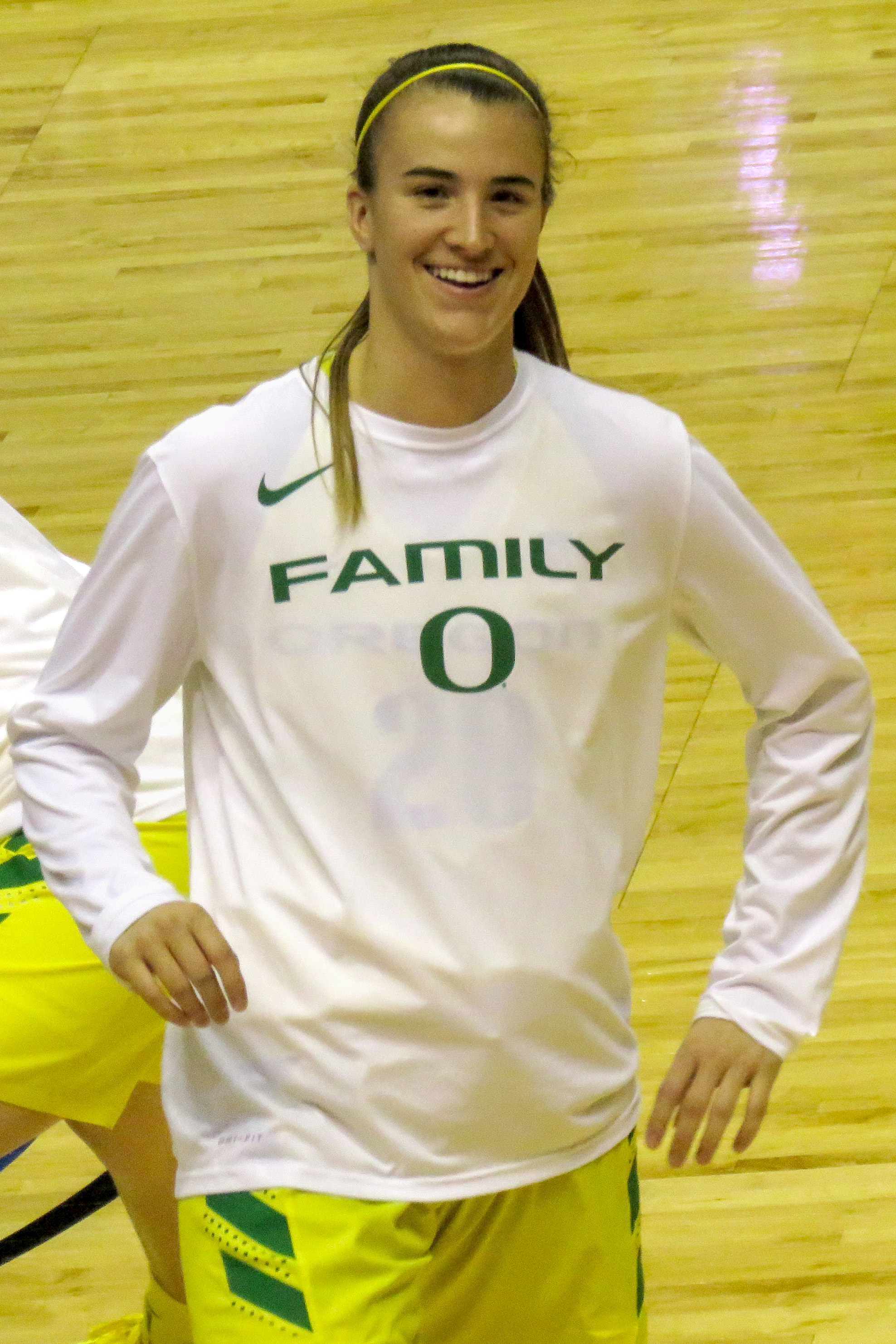
Сабрина Ионеску, 1-й номер драфта

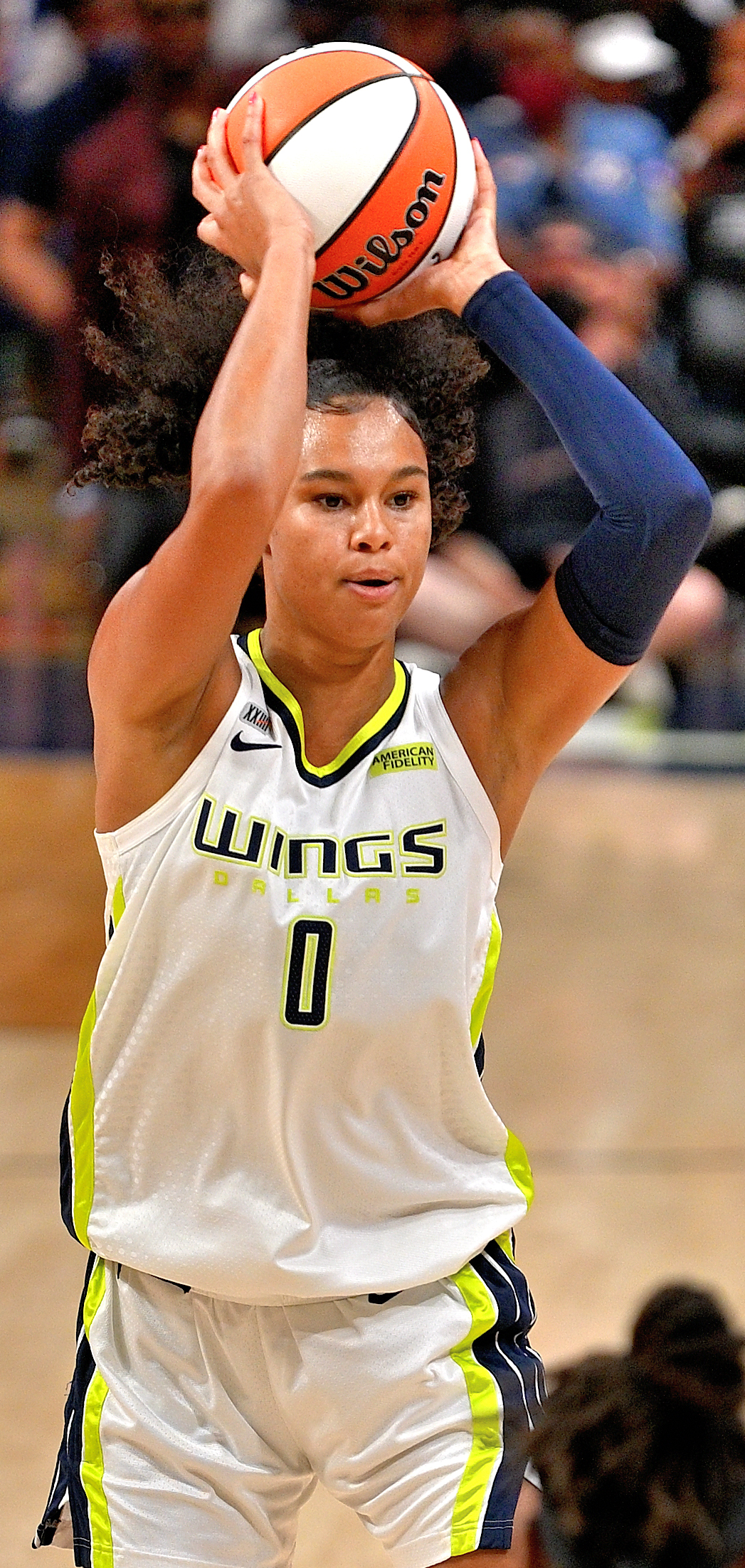
Сату Сабалли, 2-й номер драфта

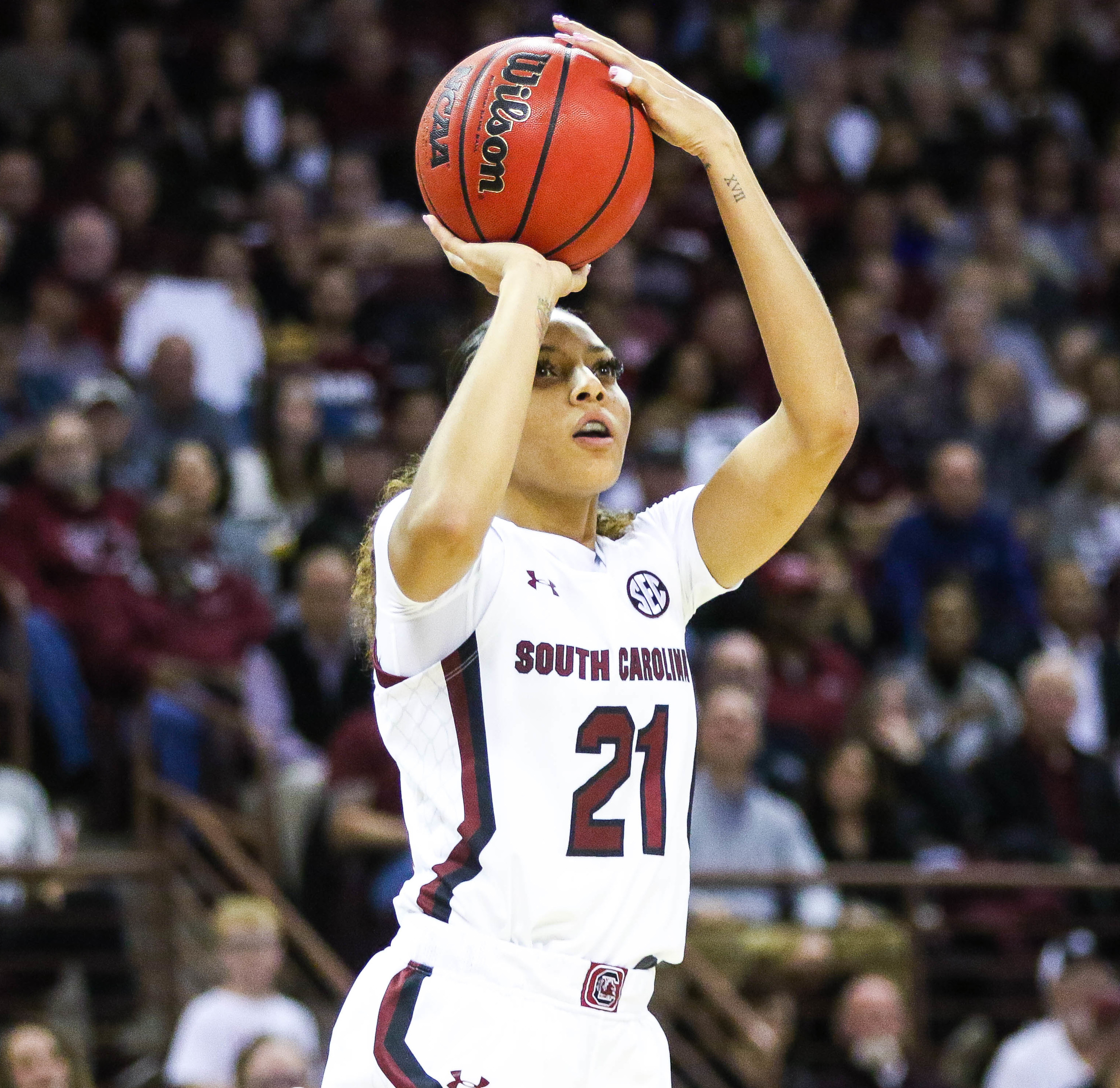
Микия Херберт Харриган, 6-й номер драфта

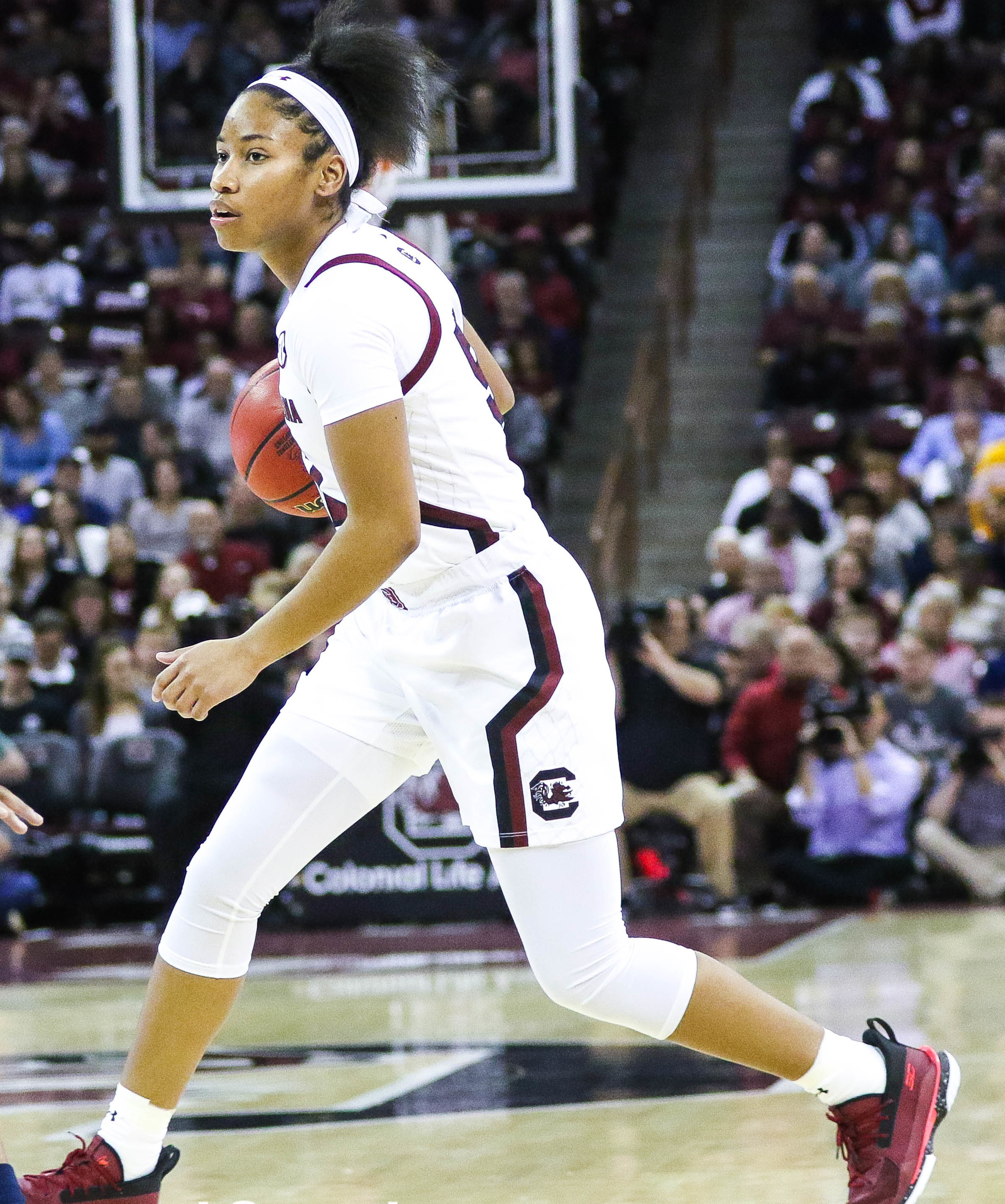
Тайаша Харрис, 7-й номер драфта

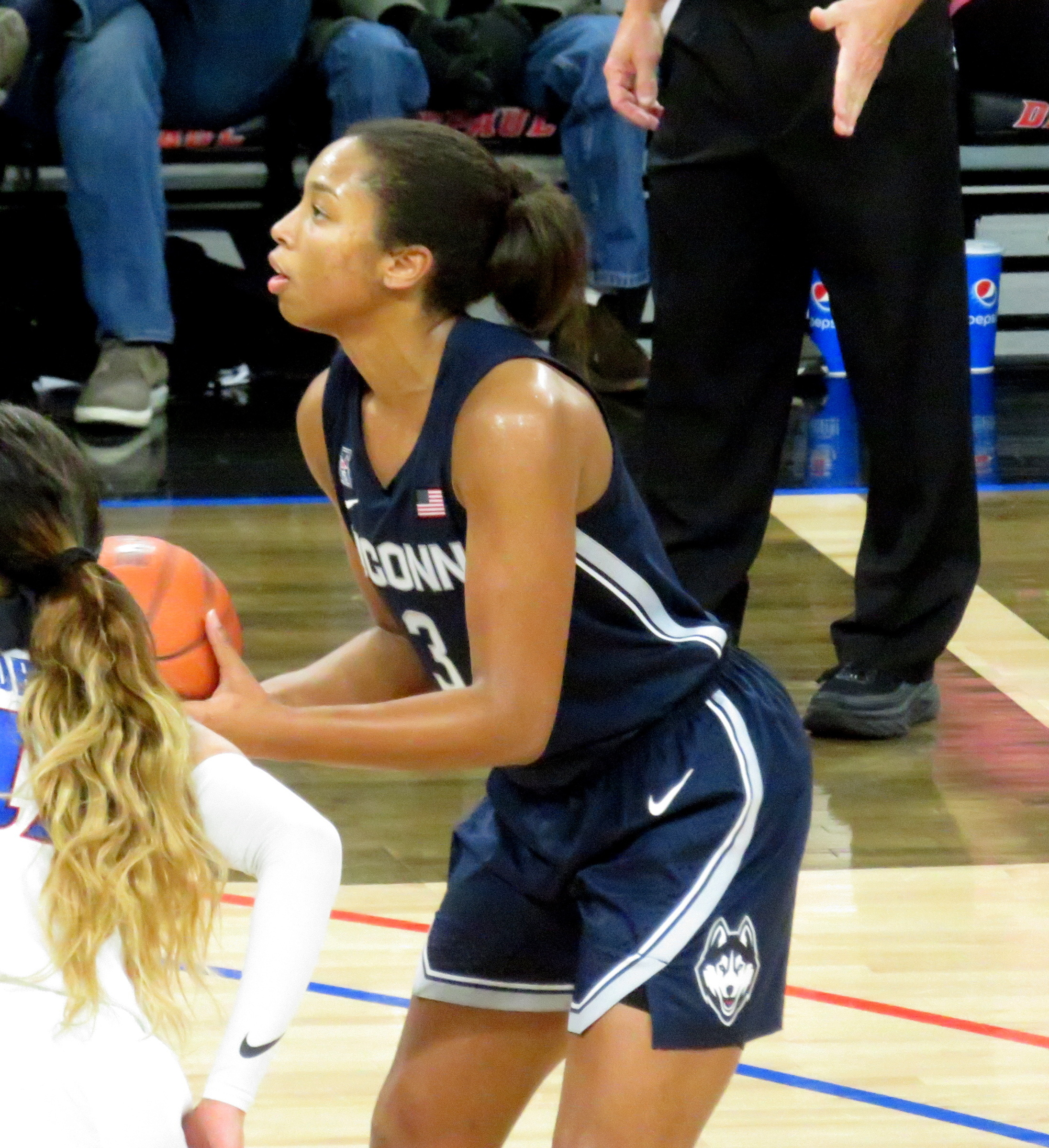
Меган Уокер, 9-й номер драфта

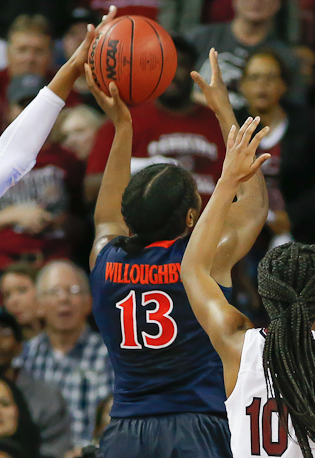
Жоселин Уиллоби, 10-й номер драфта

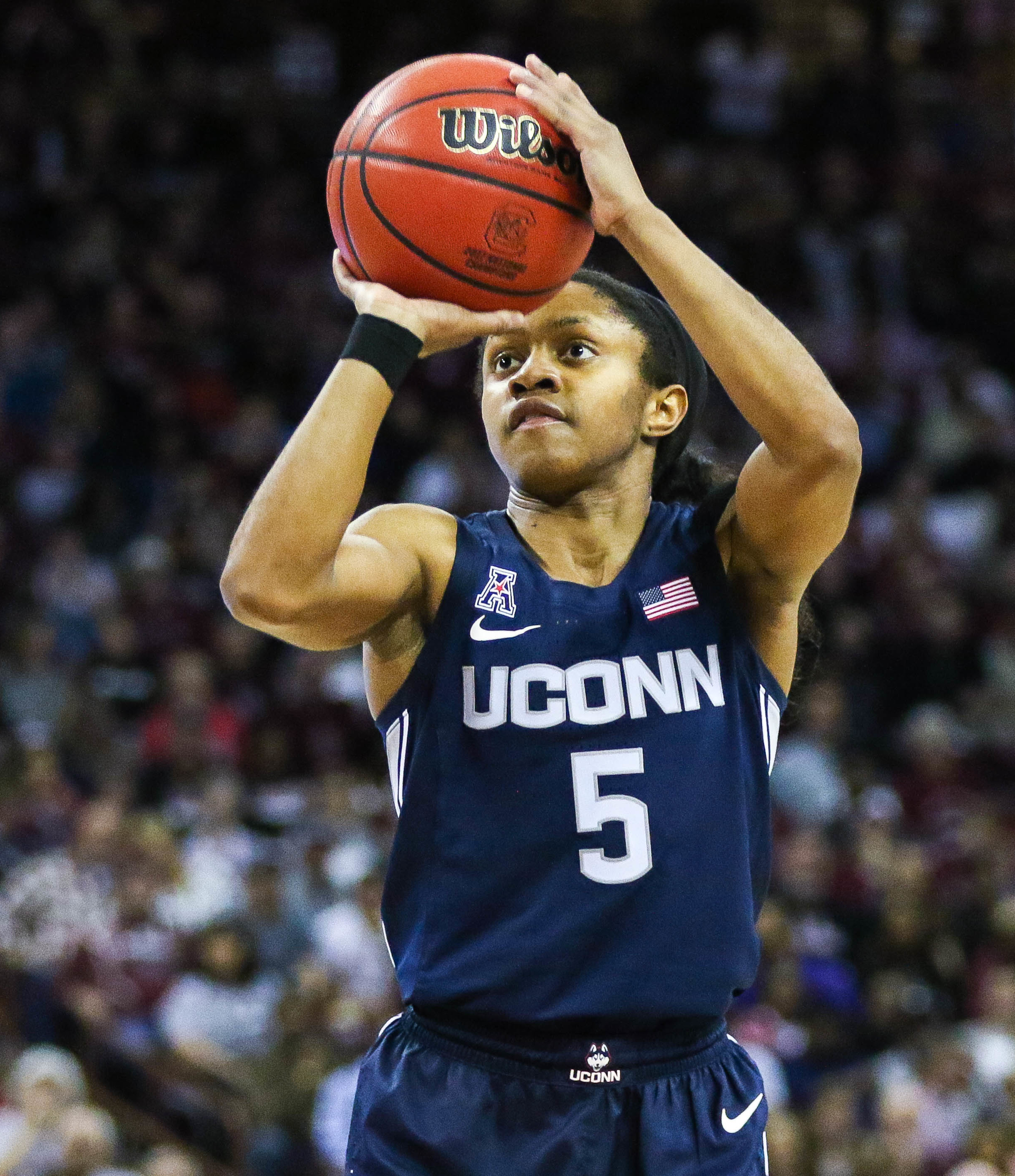
Кристал Дэнджерфилд, 16-й номер драфта

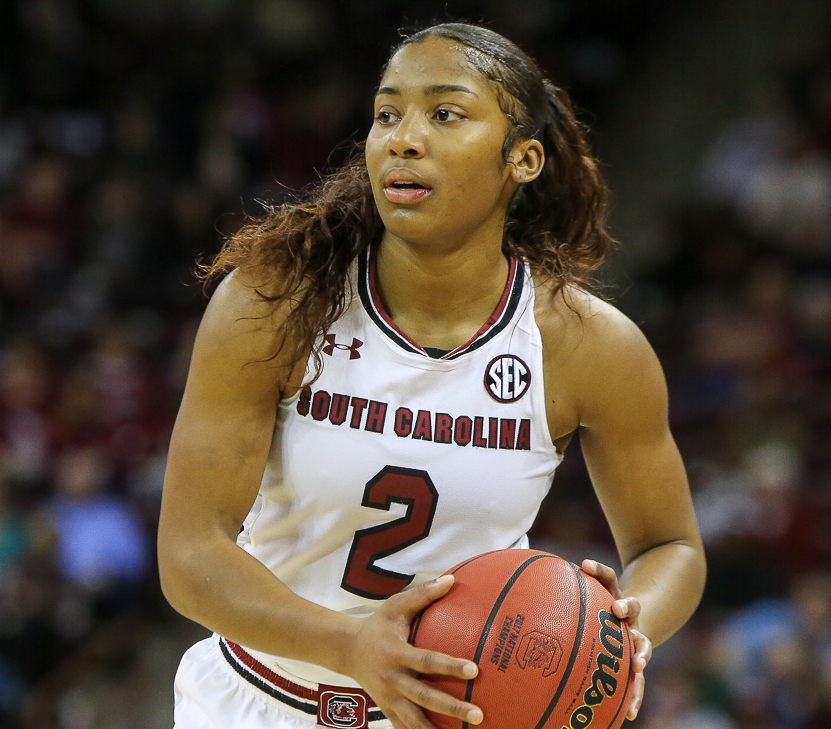
Тиа Купер, 18-й номер драфта

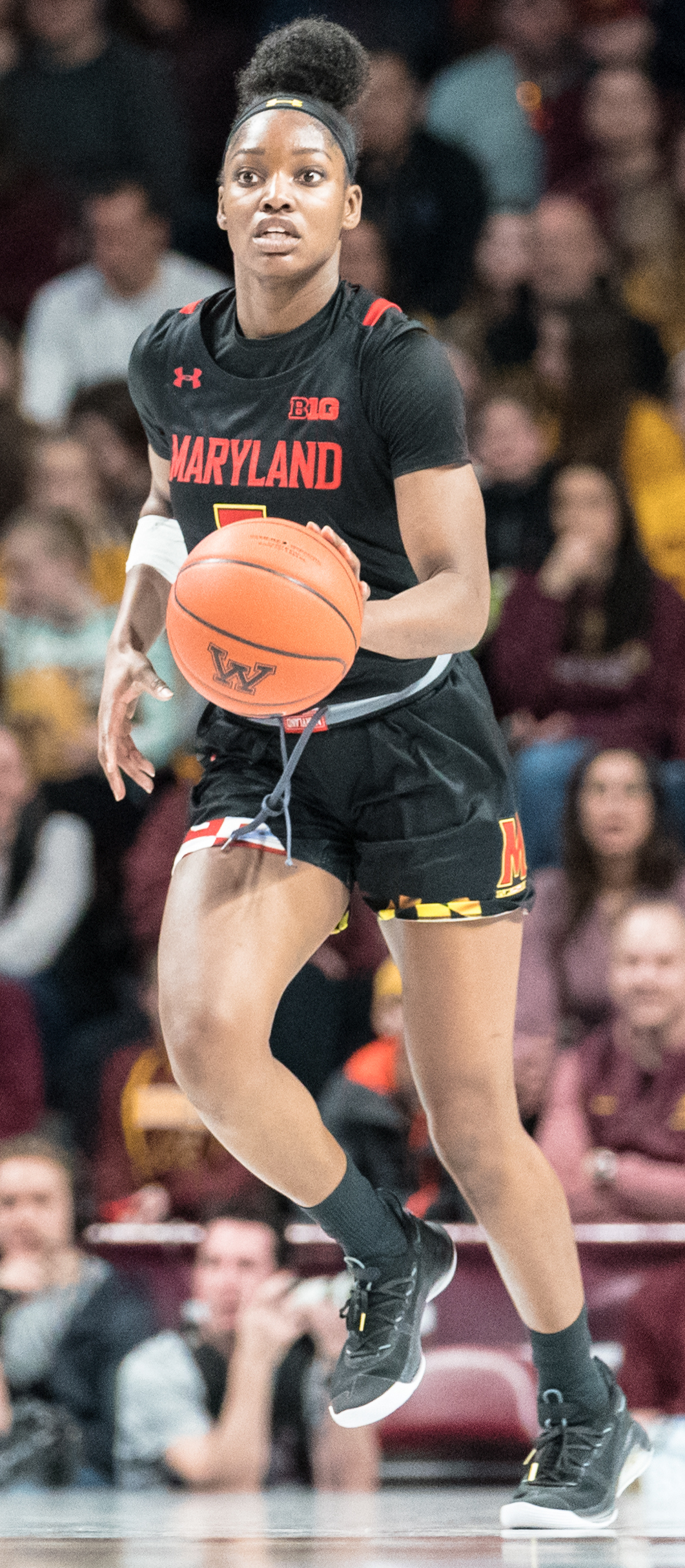
Кейла Чарльз, 23-й номер драфта

| Выбор | Игрок                  | Позиция             | Гражданство              | Команда драфта                                                                                               | Университет/ Бывшая команда  |
| ----- | ---------------------- | ------------------- | ------------------------ | --- | ---------------------------- |
| 1     | Сабрина Ионеску        | Защитник            | США                      | Нью-Йорк Либерти                                                                                             | Орегонский университет       |
| 2     | Сату Сабалли           | Форвард             | Германия                 | Даллас Уингз                                                                                                 | Орегонский университет       |
| 3     | Лорен Кокс             | Форвард / Центровая | США                      | Индиана Фивер                                                                                                | Бэйлорский университет       |
| 4     | Кеннеди Картер         | Защитник            | США                      | Атланта Дрим                                                                                                 | Техасский университет A&M    |
| 5     | Белла Алари            | Форвард             | США                      | Даллас Уингз (право выбора от Финикс Меркури)                                                                | Принстонский университет     |
| 6     | Микия Херберт Харриган | Форвард             | Ангилья / Великобритания | Миннесота Линкс                                                                                              | Южно-Каролинский университет |
| 7     | Тайаша Харрис          | Защитник            | США                      | Даллас Уингз (право выбора от Сиэтл Шторм через Коннектикут Сан и Финикс Меркури)                            | Южно-Каролинский университет |
| 8     | Рути Хибард            | Форвард             | США                      | Чикаго Скай                                                                                                  | Орегонский университет       |
| 9     | Меган Уокер            | Форвард             | США                      | Нью-Йорк Либерти (право выбора от Лас-Вегас Эйсес через Даллас Уингз)                                        | Университет Коннектикута     |
| 10    | Жоселин Уиллоби        | Форвард / Защитник  | США                      | Финикс Меркури (право выбора от Лос-Анджелес Спаркс через Коннектикут Сан, затем продана в Нью-Йорк Либерти) | Виргинский университет       |
| 11    | Кития Лакса            | Форвард             | Латвия                   | Сиэтл Шторм (право выбора от Коннектикут Сан)                                                                | Южно-Флоридский университет  |
| 12    | Джазмин Джонс          | Защитник            | США                      | Нью-Йорк Либерти (право выбора от Вашингтон Мистикс)                                                         | Луисвиллский университет     |

## Второй раунд
| Выбор | Игрок               | Позиция             | Гражданство | Команда драфта                                                                        | Университет/ Бывшая команда              |
| ----- | ------------------- | ------------------- | ----------- | ------------------------------------------------------------------------------------- | ---------------------------------------- |
| 13    | Кайли Шук           | Форвард             | США         | Нью-Йорк Либерти (право выбора от Атланта Дрим)                                       | Луисвиллский университет                 |
| 14    | Кэтлин Дойл         | Защитник            | США         | Индиана Фивер (право выбора от Нью-Йорк Либерти через Миннесота Линкс)                | Университет Айовы                        |
| 15    | Лианна Одом         | Форвард             | США         | Нью-Йорк Либерти (право выбора от Даллас Уингз через Лас-Вегас Эйсес)                 | Университет Дьюка                        |
| 16    | Кристал Дэнджерфилд | Защитник            | США         | Миннесота Линкс (право выбора от Индиана Фивер)                                       | Университет Коннектикута                 |
| 17    | Бриттани Брюэр      | Форвард / Центровая | США         | Атланта Дрим (право выбора от Финикс Меркури)                                         | Техасский технологический университет    |
| 18    | Тиа Купер           | Защитник            | США         | Финикс Меркури (право выбора от Миннесота Линкс, затем продана в Лос-Анджелес Спаркс) | Бэйлорский университет                   |
| 19    | Джойнер Холмс       | Форвард             | США         | Сиэтл Шторм (затем продана в Нью-Йорк Либерти)                                        | Техасский университет в Остине           |
| 20    | Беатрис Момпремьер  | Форвард             | США         | Лос-Анджелес Спаркс (право выбора от Чикаго Скай, затем продана в Коннектикут Сан)    | Университет Майами                       |
| 21    | Луиза Гайзельзёдер  | Центровая           | Германия    | Даллас Уингз (право выбора от Лас-Вегас Эйсес)                                        | Донау-Рис (Бундеслига)                   |
| 22    | Леони Фибих         | Форвард             | Германия    | Лос-Анджелес Спаркс                                                                   | ТСВ 1880 Вассербург (Бундеслига)         |
| 23    | Кейла Чарльз        | Защитник            | США         | Коннектикут Сан                                                                       | Мэрилендский университет в Колледж-Парке |
| 24    | Джейлин Эгнью       | Форвард             | США         | Вашингтон Мистикс (затем продана в Атланта Дрим)                                      | Университет Крейтона                     |

## Третий раунд
| Выбор | Игрок          | Позиция            | Гражданство | Команда драфта                                     | Университет/ Бывшая команда                |
| ----- | -------------- | ------------------ | ----------- | -------------------------------------------------- | ------------------------------------------ |
| 25    | Микейла Пивек  | Защитник           | США         | Атланта Дрим                                       | Университет штата Орегон                   |
| 26    | Эрика Огвумике | Защитник           | США         | Нью-Йорк Либерти (затем продана в Миннесота Линкс) | Университет Райса                          |
| 27    | Коби Торнтон   | Форвард            | США         | Атланта Дрим (право выбора от Даллас Уингз)        | Университет Клемсона                       |
| 28    | Камайя Смоллс  | Защитник           | США         | Индиана Фивер                                      | Университет Джеймса Мэдисона               |
| 29    | Стелла Джонсон | Защитник           | США         | Финикс Меркури (затем продана в Чикаго Скай)       | Университет Райдера                        |
| 30    | Джаприс Дин    | Защитник           | США         | Чикаго Скай (право выбора от Миннесота Линкс)      | Калифорнийский университет в Лос-Анджелесе |
| 31    | Хейли Горецки  | Защитник           | США         | Сиэтл Шторм                                        | Университет Дьюка                          |
| 32    | Киа Гиллеспи   | Форвард            | США         | Чикаго Скай                                        | Университет штата Флорида                  |
| 33    | Лорен Мэнис    | Форвард            | США         | Лас-Вегас Эйсес                                    | Колледж Святого Креста                     |
| 34    | Тайнис Мартин  | Форвард / Защитник | США         | Лос-Анджелес Спаркс                                | Университет Западной Виргинии              |
| 35    | Джуси Лэндрум  | Защитник           | США         | Коннектикут Сан                                    | Бэйлорский университет                     |
| 36    | Шуг Саттон     | Защитник           | США         | Вашингтон Мистикс                                  | Техасский университет в Остине             |